# 李顺卿 (1894年)
李顺卿（1894年—1972年），字干臣，山东海阳人，中国植物生理学家、植物生态学家和林学家，中华民国政府林务官员。

## 生平

### 生平概况
民国8年（1919年），他成为金陵大学林科的首届毕业生，获得了森林学学士学位。随后，他前往美国留学，先后获得耶鲁大学森林学院森林学硕士学位和芝加哥大学理学院植物学博士学位。
回国后曾历任国立北京师范大学教授、国立北平大学农学院农业生物系教授、国立北平师范大学生物系教授兼系主任并兼任教务长。民國24年（1935年）省立安徽大学傅銅校長辭職，由李順卿代替。李順卿任校長後，遵部令結束政經系，兼任農學院籌備主任（1934-1935.07），開辦農學院，初設農藝系，標誌着省立安徽大學農學院（安徽農學院前身，今安徽農業大學）的誕生(今被安徽农业大学追溯为“创始校长”，其塑像存放于校史馆，雕塑竖立在校园内智慧广场以供景仰)。當年新校舍建成，舉校遷入。
民國26年（1937年）抗戰爆發，日軍大舉侵華，局勢維艱。次年（1938年），李順卿及大部分教職員自動離校，校務暫由農學院院長汪洪法代理，學校停辦后卸任校長。後任国立中央大学农学院教授兼森林系主任、中华民国农林部林业司司长兼垦务总局协办、联合国粮农组织林业顾问委员会委员等职。民国21年（1932年），他在美国哈佛大学及英国皇家植物园从事禾本植物分类学的研究工作。
民国38年（1949年）國府遷台，李順卿赴台湾，任台湾省政府农林处林产管理局(现农业部林业及自然保育署）局长。民国41年（1952年）被聘为台湾大学植物系教授兼系主任(至民国46年)。民国54年（1965年）退休后定居美国

## 生涯
李顺卿是中华林学会的发起人之一，曾任中华林学会监事、理事长。曾担任中华民国农林部林业司司长兼垦务总局协办，联合国粮农组织林业顾问委员会委员等职务。李顺卿还承担了主持修订《森林法》及其他相关林业法规的重任。为早期林业事业的发展和法制建设贡献良多。
在台湾省农林处林产管理局局长任内，为台湾的林业推动了一系列林政措施，包括制定林场直营伐木作业区、林场伐木推行工资单价制度、试办林班等。提出并实施了台湾林业经营十年计划，并主张林政与生产一元化。

## 學術貢獻
其主要论著有《中国森林植物学》、《林政学》、《造林学》、《林学》、《植物社会进化论》、《森林保护学》、《中国林业之建设》、《法国林业与其立国之关系》等。